# Shifty Shellshock
Seth Brooks Binzer (Los Ángeles, California; 23 de agosto de 1974-Los Ángeles, California; 24 de junio de 2024) más conocido por su nombre artístico Shifty Shellshock, fue un músico estadounidense, conocido por ser el cofundador y líder de la banda Crazy Town.

## Carrera musical

### Primeros años
Nació el 23 de agosto de 1974 en Los Ángeles, California. Su padre es el galardonado director de arte, diseñador, artista y cineasta, Rollin Binzer quien, entre otras cosas, produjo y dirigió el largometraje, Ladies and Gentlemen: The Rolling Stones. Creció principalmente en Los Ángeles, con la excepción de un breve período en Marblehead, Massachusetts. Comenzó a escribir rimas y canciones de rap a la edad de 12 años.
Le gustaban un amplio género de bandas, como The Cure, Cypress Hill, LL Cool J, Beastie Boys y John Cougar Mellencamp y su coescritor, M.J. Ludowise. Comenzó a descubrir su propio estilo musical y a grabar discos propios con los Beastie Boys como principal fuente de inspiración.

### Crazy Town
Binzer conoció a su compañero de Crazy Town, Bret Mazur, en 1992 y empezaron a colaborar con el nombre de The Brimstone Sluggers. A principios de 1999, formaron el grupo Crazy Town. En el año 2000 el grupo firmó contrato para una gira con el festival Ozzfest, sin embargo, se vieron obligados a retirarse después de sólo dos semanas, cuando Binzer fue arrestado después de lanzar una silla a través de una ventana mientras estaba borracho.
El sencillo de la banda Butterfly, alcanzó el número 1 en el Billboard Hot 100, lo que provocó que su álbum debut, The Gift of Gamesuperara los 1,5 millones de copias vendidas.
Su siguiente álbum de 2002 Darkhorse, fue un fracaso comercial en comparación con su primer álbum, y la banda se separó poco después de su lanzamiento.
Crazy Town anunció su retorno en 2007, y tocaron en vivo por primera vez en cinco años, en agosto de 2009.

### Carrera en solitario

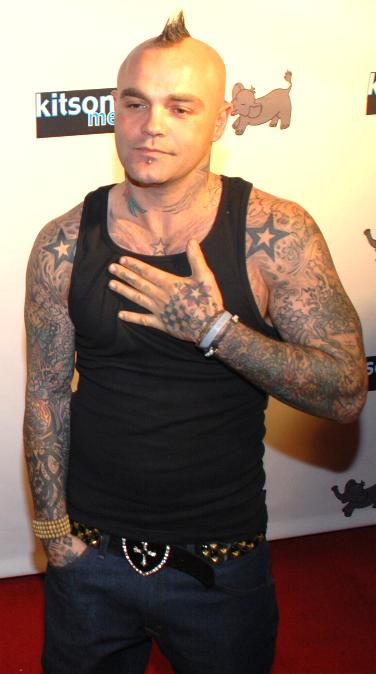
Shifty Shellshock en la alfombra roja en 2007.

Durante el hiato de Crazy Town, Binzer colaboró en la canción Starry Eyed Surprise, del productor y músico británico Paul Oakenfold, perteneciente a su primer álbum de estudio Bunkka. En una entrevista con la revista Rolling Stone, dijo que el tema fue creado después de que ambos se conocieran en un concierto de Crazy Town.

Soy un gran fan de su música, nos encontramos, le hablé y le dije que deberíamos hacer algo juntos. Yo puse las voces de la canción al terminar esta gira.

El sencillo alcanzó el No. 6 en los UK Singles Chart en el Reino Unido y Nº 41 en los Billboard  Hot 100 en Estados Unidos.
Binzer lanzó primer álbum en solitario, Happy Love Sick en 2004, que tuvo dos singles: "Slide Along Side", que alcanzó el número 29 en el Reino Unido con éxito moderado en Italia, Francia, Alemania, Suecia y Suiza. Su segundo sencillo, "Turning Me On", no salió en los charts.

### Shifty and the Big Shots
En 2010, Binzer formó el grupo, Shifty and The Big Shots, que lanzaron su primer sencillo, "Save Me", el 6 de julio de 2010, al que siguió el sencillo "City of Angels".

### Regreso de Crazy Town y nuevo álbum
En el 2013 en una entrevista con New Metal 4U, Epic y Shifty dijeron que Crazy Town estaba grabando lo que sería su próximo álbum titulado The Brimstone Sluggers.
En el 2013 crearon una nueva página oficial para la banda en Facebook y Twitter. En diciembre de 2013 lanzaron un nuevo sencillo titulado Lemonface.

### The Brimstone Sluggers
En el 2013 anunciaron su tercer álbum de estudio y lanzaron su primer single Lemonface en 2014, debido a varios retrasos, en iTunes. El 27 de enero de 2015, la banda lanzó un nuevo sencillo "Megatron". También lanzaron otros 3 singles: Born to Raise Hell, A Little more time, Come Inside y Light The Way.
Inicialmente la banda no pensaba hacer un álbum completo pero, se confirmó el lanzamiento; el 28 de agosto de 2015.

### Crazy Town X
El grupo tras otros cuatro años de inactividad lanzó un nuevo single llamado The Life I Chose cambiando el nombre del grupo añadiéndole una X mayúscula al final,. junto con la colaboración de Hyro The Hero y tres meses después lanzaron otra canción titulada Fly Away con la colaboración de Tanner Alexander.

## Vida privada
En una entrevista en 2001 con la revista Rolling Stone, Binzer admitió pasar tres meses en la California Institution for Men por intento de robo, venta y el uso de drogas recreativas durante un período de varios años, así como a la lucha contra la  adicción a las drogas.
Binzer se casó con Melissa Clark en 2002. Tienen un hijo llamado Halo. En 2011 Melissa pidió el divorcio, citando diferencias irreconciliables. Binzer salió con Jasmine Lennard por algún tiempo; tuvieron un hijo llamado Phoenix, pero terminarían tomando caminos separados.
El 27 de marzo de 2011, la policía respondió a un reporte de una pelea doméstica entre Binzer y su novia. Binzer fue arrestado por órdenes de arresto pendientes y puesto en libertad más tarde ese día. En una entrevista en video con TMZ.com, Binzer declaró que la perturbación era simplemente una queja de ruido, y que la orden de detención pendiente era por contraatacar a un guardia de seguridad que estaba usando fuerza excesiva al tratar de echarlo de un club.

### Problemas de adicción y reality shows
Celebrity Rehab 1
Después de su lucha con el abuso de sustancias, Binzer fue uno de los nueve celebridades que aparecieron en la primera temporada de Celebrity Rehab de VH1. A su llegada al Centro de Recuperación de Pasadena (que fue filmado como parte del primer episodio de Celebrity Rehab), Binzer estaba en un estado sobrio pero trayendo un par de cervezas Red Stripe, que fueron confiscadas rápidamente. Binzer dijo a Dr. Drew Pinsky que estaba motivado para lograr la sobriedad y admitió que la cocaína iba a ser la droga más dura de evitar.
Celebrity Rehab 2
Se graduó en el tratamiento con los otros miembros del reparto en el verano de 2007, pero posteriormente apareció hacia el final de Celebrity Rehab 2, tras una recaída. Dr. Drew y el patrocinador de Binzer lo sacaron de la habitación del hotel en el que había estado hospedado y lo llevaron al Centro de Recuperación de Pasadena, donde, junto con Bob Forrest, le suplicaron que volver a introducir el tratamiento inmediatamente. Binzer acordado volver a entrar en tratamiento, pero dijo que necesitaba "una hora o dos" de "tranquilidad" y "tomar una taza de café", por lo que podría estar para consigo mismo para tratamiento. Al darse cuenta de que su excusa no estaba engañando a nadie (ya que él quería más tiempo para tener otra solución), admitió sus intenciones diciendo: "Aunque no me gustan las drogas, me gustan". Como Binzer se levantó para irse, Dr. Drew le dice al patrocinador de Binzer, "Si se detiene la respiración, llama a los paramédicos. "Bajo la supervisión de su patrocinador, Binzer consumió drogas, regresó al centro de rehabilitación por la noche en un estado intenso de intoxicación por la cocaína, y fumaba el resto de crack en el techo. Finalmente entró en la instalación y volvió a entrar en tratamiento.
Sober House 1
Binzer también apareció en un reality titulado Sober House. Sin embargo, el 25 de julio de 2008, mientras que el rodaje de escenas para el espectáculo, Binzer fue insultado en un club y respondió saliendo de la producción y de embarcarse en una pesada recaída. Para disgusto del Dr. Drew, Bob Forrest, y varios de sus compañeros de casa, trataba a su recaída como un juego y se enviaron todos los vídeos codificados en MySpace acerca de su ubicación actual. William Smith, un empleado del Dr. Drew, finalmente buscó Binzer en un motel y lo trajo de vuelta al centro de rehabilitación. Un Binzer avergonzado comprometió a Smith y Dr. Drew que la borrachera se embarcó en su última era. El episodio final de la serie, Binzer se muestra en las etapas preliminares para firmar con un productor discográfico para una nueva canción, y decide permanecer sobrio.
Sober House 2
El episodio del 30 de agosto de 2009 de Loveline, Dr. Drew dio un emotivo elogio a su amigo y excompañero de banda de Binzer Adam Goldstein, que había muerto dos días antes de una accidental sobredosis drogas poco después de romper 11 años de sobriedad. Durante el homenaje, Dr. Drew mencionó que continuaron los problemas de Binzer con adicción después de Sober House 1, que finalmente llevan Binzer a participar en Sober House 2. Cuando la filmación de Sober House 2 comenzó, Dr. Drew consiguió una "llamada de socorro" de Seth (filmado como parte del segundo episodio de la temporada) y los dos se reunieron, con Seth revelando a Drew que su sed de drogas seguía siendo muy activa, y que necesitaba más ayuda. Dr. Drew mala gana le permitió tomar parte en el espectáculo y declaró firmemente que sería la última vez que Drew le daría tratamiento. Dr. Drew expresó su esperanza de que la muerte de Goldstein inspiraría a Binzer permanecer sobrio. Binzer tarde agradeció al Dr. Drew como su "amor duro".

## Problemas de salud y muerte
El 29 de marzo de 2012, ingresó en el hospital después de haber perdido la conciencia, aunque despertó del coma y fue dado de alta.
Fue encontrado muerto en su casa de Los Ángeles, el 24 de junio de 2024, a los 49 años, a causa de una sobredosis accidental de fentanilo.

## Discografía
Para su discografía en Crazy Town, véase la sección discografía de Crazy Town.

### Álbumes de estudio
| Año  | Detalles del álbum                                                                                 |
| ---- | -------------------------------------------------------------------------------------------------- |
| 2004 | Happy Love Sick - Publicación: 13 de julio - Publicación: 6 de septiembre - Discográfica: Maverick |

### Sencillos
| Year | Title                                                               | Peak chart positions | Peak chart positions | Peak chart positions | Peak chart positions | Peak chart positions | Peak chart positions | Peak chart positions | Peak chart positions | Peak chart positions | Peak chart positions | Peak chart positions |
| Year | Title                                                               | ITA                  | UK                   | SWE                  | SWI                  | FRA                  | AUS                  | NLD                  | GER                  | NZ                   | US                   | US Top 40            |
| ---- | ------------------------------------------------------------------- | -------------------- | -------------------- | -------------------- | -------------------- | -------------------- | -------------------- | -------------------- | -------------------- | -------------------- | -------------------- | -------------------- |
| 2002 | "Starry Eyed Surprise" (Paul Oakenfold featuring Shifty Shellshock) | —                    | 6                    | —                    | —                    | —                    | 37                   | 41                   | —                    | 19                   | 41                   | 13                   |
| 2004 | "Slide Along Side"                                                  | 11                   | 29                   | 36                   | 42                   | 45                   | 48                   | 24                   | 63                   | —                    | —                    | 38                   |
| 2004 | "Turning Me On"                                                     | —                    | —                    | —                    | —                    | —                    | —                    | —                    | —                    | —                    | —                    | —                    |

Como Shifty & The Big Shots
- 2010: "Save Me"
- 2010: "City of Angels"
- 2010: "Never Give Up"

Otros
- 2006: "Greatest Lovers" (Shellshock & Pony Boy)
- 2021: "Ekoh x Crazy Town - Butterfly 2021" https://www.youtube.com/watch?v=EdzOcift750
- 2024: Black Oxygen & Crazy Town - "Butterfly" (New Anthem)

## Filmografía
Binzer tuvo un papel secundario en la película de 1994 Clifford, y desempeñó el papel principal en el 2004 cortometraje Willowbee. Binzer también tuvo una pequeña aparición en la película Hustle & Flow en 2005. En 1995, participó en Shark Hunters: Ultimate Tournament Series.